# París-Niça 2008
La París-Niça 2008, 66a edició de la París-Niça, es va disputar entre el 9 i el 16 de març de 2008. La cursa fou guanyada per l'italià Davide Rebellin de l'equip Gerolsteiner.
La cursa va començar a Amilly, per finalitzar a Niça. Aquesta edició suposà el retorn, a la 4a etapa, al Ventor. Aquesta etapa fou guanyada per Cadel Evans i permeté a Robert Gesink vestir-se amb el mallot groc, tot i que no pogué mantenir aquesta posició fins al final, ja que a la 6a etapa Rebellin aconseguí posar-se al capdavant de la general, amb 3" sobre Rinaldo Nocentini.
Aquesta edició va estar marcada per l'enfrontament existent entre l'ASO i l'UCI. L'ASO, disconforme amb el funcionament de l'UCI ProTour havia decidit abandonar-lo a l'acabament de la temporada anterior. Això suposà un dur enfrontament entre ambdós, amb amenaces creuades de crida al boicot, de sancions als ciclistes que correguessin la París-Niça, i amb la negativa a permetre córrer a l'equip Astana, equip on corre Alberto Contador, a les curses organitzades per l'ASO pel "dany provocat per l'equip durant el Tour de França 2007".

## Equips participants
En aquesta edició de la París-Niça hi prenen part els següents 20 equips:
| Núm.  | Codi | Equip               |
| ----- | ---- | ------------------- |
| 1-8   | GST  | Gerolsteiner        |
| 11-18 | GCE  | Caisse d'Epargne    |
| 21-28 | LAM  | Lampre-N.G.C.       |
| 31-38 | LIQ  | Liquigas            |
| 41-48 | SIL  | Silence-Lotto       |
| 51-58 | CSC  | Team CSC            |
| 61-68 | C.A  | Crédit Agricole     |
| 71-78 | EUS  | Euskaltel–Euskadi   |
| 81-88 | FDJ  | FDJ                 |
| 91-98 | SDV  | Saunier Duval-Scott |

| Núm.    | Codi | Equip                            |
| ------- | ---- | -------------------------------- |
| 101-108 | BTL  | Bouygues Télécom                 |
| 111-118 | THR  | Team High Road                   |
| 121-128 | COF  | Cofidis, le Crédit par Téléphone |
| 131-138 | RAB  | Rabobank ProTeam                 |
| 141-148 | ALM  | AG2R La Mondiale                 |
| 151-158 | QST  | Quick Step                       |
| 161-168 | AGR  | Agritubel                        |
| 171-178 | MRM  | Team Milram                      |
| 181-188 | TSL  | Team Slipstream-Chipotle p/b H30 |
| 191-198 | SKS  | Skil-Shimano                     |

## Etapes
| Etapa    | Data       | Recorregut                 | Km    | Vencedor d'etapa            | Líder de la general    |
| -------- | ---------- | -------------------------- | ----- | --------------------------- | ---------------------- |
| Proleg   | 9 de març  | Amilly                     | 4,6   | Thor Hushovd (NOR)          | Thor Hushovd (NOR)     |
| 1a etapa | 10 de març | Amilly-Nevers              | 93,5  | Gert Steegmans (BEL)        | Thor Hushovd (NOR)     |
| 2a etapa | 11 de març | Nevers-Belleville          | 201,0 | Gert Steegmans (BEL)        | Thor Hushovd (NOR)     |
| 3a etapa | 12 de març | Fleurie-Saint-Étienne      | 164,5 | Kjell Carlström (FIN)       | Sylvain Chavanel (FRA) |
| 4a etapa | 13 de març | Montélimar-Ventor          | 176,0 | Cadel Evans (AUS)           | Robert Gesink (NED)    |
| 5a etapa | 14 de març | Althen-des-Paluds-Sisteron | 172,5 | Carlos Barredo (ESP)        | Robert Gesink (NED)    |
| 6a etapa | 15 de març | Sisteron-Cannes            | 203,5 | Sylvain Chavanel (FRA)      | Davide Rebellin (ITA)  |
| 7a etapa | 16 de març | Niça-Niça                  | 122,5 | Luis León Sánchez Gil (ESP) | Davide Rebellin (ITA)  |

### Pròleg
9 de març de 2008. Amilly, 4,6 km (CRI)
|   | Ciclista          | Equip             | Temps  |
| - | ----------------- | ----------------- | ------ |
| 1 | Thor Hushovd      | Crédit Agricole   | 5' 28" |
| 2 | Markel Irízar     | Euskaltel-Euskadi | + 4"   |
| 3 | Stefan Schumacher | Gerolsteiner      | + 5"   |
| 4 | Bradley McGee     | Team CSC          | s.t.   |
| 5 | William Bonnet    | Crédit Agricole   | + 6"   |

|   | Ciclista          | Equip             | Temps  |
| - | ----------------- | ----------------- | ------ |
| 1 | Thor Hushovd      | Crédit Agricole   | 5' 28" |
| 2 | Markel Irízar     | Euskaltel-Euskadi | + 4"   |
| 3 | Stefan Schumacher | Gerolsteiner      | + 5"   |
| 4 | Bradley McGee     | Team CSC          | m. t.  |
| 5 | William Bonnet    | Crédit Agricole   | + 6"   |

### Etapa 1
10 de març de 2008. La Chapelotte - Nevers, 93.5 km
Aquesta etapa originàriament tenia la seva sortida a Amilly, però una forta tempesta de vent i pluja obligà a escurçar l'etapa als 91 km existents entre La Chapelotte i Nevers.
|   | Ciclista         | Equip              | Temps      |
| - | ---------------- | ------------------ | ---------- |
| 1 | Gert Steegmans   | Quick Step         | 2h 21' 29" |
| 2 | Jérôme Pineau    | Bouygues Télécom   | + 2"       |
| 3 | Thor Hushovd     | Crédit Agricole    | m. t.      |
| 4 | Philippe Gilbert | Française des Jeux | m. t.      |
| 5 | Karsten Kroon    | Team CSC           | m. t.      |

|   | Ciclista       | Equip            | Temps      |
| - | -------------- | ---------------- | ---------- |
| 1 | Thor Hushovd   | Crédit Agricole  | 2h 26' 55" |
| 2 | Gert Steegmans | Quick Step       | + 6"       |
| 3 | Jérôme Pineau  | Bouygues Télécom | + 12"      |
| 4 | Karsten Kroon  | Team CSC         | m. t.      |
| 5 | Andrí Hrivko   | Team Milram      | + 17"      |

### Etapa 2
11 de març de 2008. Nevers - Belleville, 201 km
|   | Ciclista         | Equip              | Temps      |
| - | ---------------- | ------------------ | ---------- |
| 1 | Gert Steegmans   | Quick Step         | 5h 29' 47" |
| 2 | Thor Hushovd     | Crédit Agricole    | m. t.      |
| 3 | Sylvain Chavanel | Cofidis            | m. t.      |
| 4 | Michael Albasini | Liquigas           | m. t.      |
| 5 | Philippe Gilbert | Française des Jeux | + 3"       |

|   | Ciclista       | Equip               | Temps      |
| - | -------------- | ------------------- | ---------- |
| 1 | Thor Hushovd   | Crédit Agricole     | 7h 56' 34" |
| 2 | Gert Steegmans | Quick Step          | + 3"       |
| 3 | Jérôme Pineau  | Bouygues Télécom    | + 23"      |
| 4 | Karsten Kroon  | Team CSC            | m. t.      |
| 5 | Trent Lowe     | Slipstream Chipotle | + 29"      |

### Etapa 3
12 de març de 2008. Fleurie - Saint-Étienne, 165,5 km
|   | Ciclista            | Equip           | Temps      |
| - | ------------------- | --------------- | ---------- |
| 1 | Kjell Carlström     | Liquigas        | 4h 39' 14" |
| 2 | Clément Lhotellerie | Skil-Shimano    | m. t.      |
| 3 | Pierre Rolland      | Crédit Agricole | + 43"      |
| 4 | Davide Rebellin     | Gerolsteiner    | m. t.      |
| 5 | Roman Kreuziger     | Liquigas        | m. t.      |

|   | Ciclista           | Equip             | Temps       |
| - | ------------------ | ----------------- | ----------- |
| 1 | Sylvain Chavanel   | Cofidis           | 12h 37' 01" |
| 2 | Luis León Sánchez  | Caisse d'Epargne  | + 3"        |
| 3 | Gorka Verdugo      | Euskaltel-Euskadi | + 8"        |
| 4 | Davide Rebellin    | Gerolsteiner      | + 14"       |
| 5 | Juan Manuel Gárate | Quick Step        | + 18"       |

### Etapa 4
13 de març de 2008 . Montélimar - Mont-Serein, 176 km
|   | Ciclista          | Equip            | Temps      |
| - | ----------------- | ---------------- | ---------- |
| 1 | Cadel Evans       | Silence-Lotto    | 4h 32' 56" |
| 2 | Robert Gesink     | Rabobank         | s.t.       |
| 3 | Rinaldo Nocentini | Ag2r-La Mondiale | + 33"      |
| 4 | Davide Rebellin   | Gerolsteiner     | s.t.       |
| 5 | Fränk Schleck     | Team CSC         | + 34"      |

|   | Ciclista           | Equip            | Temps       |
| - | ------------------ | ---------------- | ----------- |
| 1 | Robert Gesink      | Rabobank         | 17h 10' 12" |
| 2 | Davide Rebellin    | Gerolsteiner     | + 32"       |
| 3 | Rinaldo Nocentini  | Ag2r-La Mondiale | + 35"       |
| 4 | Iaroslav Popòvitx  | Silence-Lotto    | + 42"       |
| 5 | Juan Manuel Gárate | Quick Step       | + 1' 06"    |

### Etapa 5
14 de març de 2008. Althen-des-Paluds - Sisteron, 172,5 km
|   | Ciclista          | Equip               | Temps      |
| - | ----------------- | ------------------- | ---------- |
| 1 | Carlos Barredo    | Quick Step          | 3h 58' 01" |
| 2 | Karsten Kroon     | Team CSC            | + 4"       |
| 3 | Manuele Mori      | Saunier Duval-Scott | m. t.      |
| 4 | Christophe Moreau | Agritubel           | m. t.      |
| 5 | Pierre Rolland    | Crédit Agricole     | m. t.      |

|   | Ciclista           | Equip            | Temps       |
| - | ------------------ | ---------------- | ----------- |
| 1 | Robert Gesink      | Rabobank         | 21h 10' 28" |
| 2 | Davide Rebellin    | Gerolsteiner     | + 32"       |
| 3 | Rinaldo Nocentini  | Ag2r-La Mondiale | + 35"       |
| 4 | Iaroslav Popòvitx  | Silence-Lotto    | + 42"       |
| 5 | Juan Manuel Gárate | Quick Step       | + 1' 06"    |

### Etapa 6
15 de març de 2008. Sisteron - Canes, 206 km
|   | Ciclista          | Equip            | Temps      |
| - | ----------------- | ---------------- | ---------- |
| 1 | Sylvain Chavanel  | Cofidis          | 5h 00' 25" |
| 2 | Luis León Sánchez | Caisse d'Epargne | + 2"       |
| 3 | Bobby Julich      | Team CSC         | m. t.      |
| 4 | Damiano Cunego    | Lampre           | m. t.      |
| 5 | Davide Rebellin   | Gerolsteiner     | + 6"       |

|   | Ciclista           | Equip            | Temps       |
| - | ------------------ | ---------------- | ----------- |
| 1 | Davide Rebellin    | Gerolsteiner     | 26h 11' 31" |
| 2 | Rinaldo Nocentini  | Ag2r-La Mondiale | + 3"        |
| 3 | Iaroslav Popòvitx  | Silence-Lotto    | + 48"       |
| 4 | Robert Gesink      | Rabobank         | + 51"       |
| 5 | Juan Manuel Gárate | Quick Step       | + 1' 12"    |

### Etapa 7
16 de març de 2008 . Niça - Niça, 115 km
|   | Ciclista          | Equip            | Temps      |
| - | ----------------- | ---------------- | ---------- |
| 1 | Luis León Sánchez | Caisse d'Epargne | 2h 51' 12" |
| 2 | Maxime Monfort    | Cofidis          | m. t.      |
| 3 | Carlos Barredo    | Quick Step       | m. t.      |
| 4 | Christophe Moreau | Agritubel        | + 5"       |
| 5 | Alexander Efimkin | Quick Step       | m. t.      |

|   | Ciclista          | Equip            | Temps       |
| - | ----------------- | ---------------- | ----------- |
| 1 | Davide Rebellin   | Gerolsteiner     | 29h 02' 48" |
| 2 | Rinaldo Nocentini | Ag2r-La Mondiale | + 3"        |
| 3 | Iaroslav Popòvitx | Silence-Lotto    | + 48"       |
| 4 | Robert Gesink     | Rabobank         | + 51"       |
| 5 | Luis León Sánchez | Caisse d'Epargne | + 1' 09"    |

## Classificacions finals

### Classificació general
|    | Ciclista           | Equip             | Temps      |
| -- | ------------------ | ----------------- | ---------- |
| 1  | Davide Rebellin    | Gerolsteiner      | 29h 02'48" |
| 2  | Rinaldo Nocentini  | Ag2r-La Mondiale  | + 3"       |
| 3  | Iaroslav Popòvitx  | Silence-Lotto     | + 48"      |
| 4  | Robert Gesink      | Rabobank          | + 51"      |
| 5  | Luis León Sánchez  | Caisse d'Epargne  | + 1'09"    |
| 6  | Juan Manuel Gárate | Quick Step        | + 1'12"    |
| 7  | Gorka Verdugo      | Euskaltel-Euskadi | + 2'17"    |
| 8  | Carlos Barredo     | Quick Step        | + 2'24"    |
| 9  | Sylvain Chavanel   | Cofidis           | + 2'39"    |
| 10 | Alexander Efimkin  | Quick Step        | + 3'21"    |

### Classificacions secundàries
|   | Ciclista             | Equip        | Punts |
| - | -------------------- | ------------ | ----- |
| 1 | Clément Lhotellerie  | Skil-Shimano | 79    |
| 2 | Chris Anker Sørensen | Team CSC     | 28    |
| 3 | Bobby Julich         | Team CSC     | 20    |

|   | Ciclista          | Equip            | Punts |
| - | ----------------- | ---------------- | ----- |
| 1 | Thor Hushovd      | Crédit Agricole  | 89    |
| 2 | Luis León Sánchez | Caisse d'Epargne | 71    |
| 3 | Davide Rebellin   | Gerolsteiner     | 69    |

|   | Ciclista            | Equip            | Temps      |
| - | ------------------- | ---------------- | ---------- |
| 1 | Robert Gesink       | Rabobank         | 29h 3' 39" |
| 2 | Luis León Sánchez   | Caisse d'Epargne | + 18"      |
| 3 | Clément Lhotellerie | Skil-Shimano     | + 3'20"    |

|   | Equip           | País    | Temps      |
| - | --------------- | ------- | ---------- |
| 1 | Quick Step      | Bèlgica | 87h 11'40" |
| 2 | Crédit Agricole | França  | + 6'47"    |
| 3 | Cofidis         | França  | + 5'26"    |

## Evolució de les classificacions
| Etapa (Vencedor)           | Classificaió general | Classificació de la muntanya | Classificació per punts | Classificació del millor jove | Classificació per equips |
| -------------------------- | -------------------- | ---------------------------- | ----------------------- | ----------------------------- | ------------------------ |
| Pròleg Thor Hushovd        | Thor Hushovd         | no n'hi ha                   | Thor Hushovd            | Andrí Hrivko                  | Crédit Agricole          |
| 1a etapa Gert Steegmans    | Thor Hushovd         | Dionisio Galparsoro          | Thor Hushovd            | Andrí Hrivko                  | Quick Step               |
| 2a etapa Gert Steegmans    | Thor Hushovd         | Thierry Hupond               | Thor Hushovd            | Trent Lowe                    | Quick Step               |
| 3a etapa Kjell Carlström   | Sylvain Chavanel     | Clément Lhotellerie          | Thor Hushovd            | Luis León Sánchez             | Quick Step               |
| 4a etapa Cadel Evans       | Robert Gesink        | Clément Lhotellerie          | Thor Hushovd            | Robert Gesink                 | Quick Step               |
| 5a etapa Carlos Barredo    | Robert Gesink        | Clément Lhotellerie          | Thor Hushovd            | Robert Gesink                 | Quick Step               |
| 6a etapa Sylvain Chavanel  | Davide Rebellin      | Clément Lhotellerie          | Thor Hushovd            | Robert Gesink                 | Quick Step               |
| 7a etapa Luis Léon Sanchez | Davide Rebellin      | Clément Lhotellerie          | Thor Hushovd            | Robert Gesink                 | Quick Step               |
| Final                      | Davide Rebellin      | Clément Lhotellerie          | Thor Hushovd            | Robert Gesink                 | Quick Step               |